# Juan Pablo Rojas Paúl
Juan Pablo Rojas Paúl (Caracas, 26 novembre 1826 – Caracas, 22 luglio 1905) è stato un politico venezuelano.
È stato Presidente del Venezuela dal 2 luglio 1888 al 19 marzo 1890.